# Urbs Reggina 1914 2018-2019
Questa voce raccoglie le informazioni riguardanti l'Urbs Reggina 1914 nelle competizioni ufficiali della stagione 2018-2019.

## Stagione
Per la stagione 2018-2019, la terza consecutiva in Serie C della proprietà Praticò, viene ingaggiato come allenatore l'ex calciatore amaranto Roberto Cevoli, proveniente da un anno positivo con la Renate. Il nuovo direttore sportivo è un ex calciatore della Reggina in serie A, Massimo Taibi.
Per il settore giovanile anche qui si è fatto ricorso agli ex calciatori amaranto: Emanuele Belardi è il responsabile di tutto il settore giovanile, coadiuvato da un altro grande ex, Tonino Martino. La prima parte del ritiro precampionato si è svolta presso il centro sportivo di San Gregorio Magno, in provincia di Salerno, dal 12 al 20 luglio.
La seconda fase invece è stata effettuata dal 22 luglio al 2 agosto presso il centro sportivo di San Giacomo d'Acri, in provincia di Cosenza.
La prima gara ufficiale della stagione è stata disputata il 12 agosto contro la Vibonese, sfida valevole per il girone M della Coppa Italia Serie C. La gara è terminata col risultato di 0-0.
Dopo aver giocato la gara in casa col Bisceglie, la commissione di vigilanza ha dato esito negativo per l'agibilità del Granillo, causa tiranti e bulloneria della tribuna coperta. La squadra quindi è stata costretta a emigrare prima allo stadio Luigi Razza di Vibo Valentia nelle gare contro Monopoli, Virtus Francavilla e Juve Stabia e al Marco Lorenzon di Rende per la gara con il Siracusa, giocata a porte chiuse per disposizione del questore di Cosenza.
La squadra ritorna al Granillo il 10 novembre, in occasione della gara contro la Paganese.
Il 14 novembre il presidente Mimmo Praticò, dopo aver avuto una riunione con tutti i soci, si dimette dalla carica, mentre il 2 dicembre Emanuele Belardi rassegna le dimissioni da responsabile del settore giovanile, e con lui quasi tutto lo staff tecnico, compreso l'autore della rete della prima promozione in A degli amaranto, Tonino Martino.
Nei primi giorni di dicembre l'avvocato Mattia Grassani presenta l'istanza di fallimento contro la Reggina. Il legale emiliano lamenta mancati pagamenti, ed il Tribunale di Bologna ne ha riconosciuto la fondatezza del reclamo oltre che l'entità degli arretrati. Ne è derivata una richiesta di pignoramento sul conto della Reggina presso la Lega Pro, per un importo di 138.000,00 mila Euro. Il tutto si concluderà con il pagamento di tutti gli arretrati grazie al Dott. Gallo che poi diventerà il proprietario del club.
Il 20 dicembre i calciatori della Reggina minacciano tramite lettera dell'AIC di non scendere in campo nella gara con la Vibonese del 23 dicembre se non saranno pagati tutti gli stipendi arretrati dal mese di agosto. Anche in questo caso, come nel caso dell'avvocato Grassani la minaccia rientrerà perché l'imprenditore Luca Gallo pagherà tutto nonostante ancora non sia divenuto il proprietario della società.
Il 30 dicembre, in occasione della gara interna con il Trapani, hanno presenziato in tribuna il dott. Gallo e l'avv. Iiriti della M&G holding srl, nuovi proprietari della squadra amaranto. Il closing è avvenuto il 10 gennaio 2019, in cui la Reggina è passata alla nuova proprietà per l'86,6%.
Durante la sessione del calciomercato invernale la nuova proprietà ha aperto la campagna abbonamenti, dove ne sono stati sottoscritti 1.402.
Nel mese di Gennaio il presidente Gallo compra tutta la storia della società, compreso il vecchio logo, il palmares e i vari trofei.
Il 3 febbraio, a seguito della sconfitta casalinga nel derby contro il Catanzaro, Cevoli e il suo staff vengono sollevati dall'incarico. Al suo posto viene nominato come nuovo allenatore Massimo Drago, con Giuseppe Galluzzo come vice allenatore e Andrea Nocera come preparatore atletico.
A causa dei mancati pagamenti degli stipendi e dei corrispettivi contributi della vecchia proprietà, la Reggina ha subito una penalizzazione di 8 punti (poi ridotti a 4).
Il 7 aprile, Drago e il suo staff vengono esonerati dopo la sconfitta interna contro la Sicula Leonzio, diretta avversaria per la corsa ai play-off, dopo aver racimolato 9 punti in altrettante gare. Al suo posto verrà richiamato Roberto Cevoli e il suo staff dove in tre gare restanti collezioneranno tre vittorie escludendo la quarta vittoria a tavolino dell'ultima giornata contro il fallito ed escluso Matera e ottenendo la qualificazione ai play-off, venendo eliminati al secondo turno dal Catania.
Il 16 aprile, si dimette l'avvocato Vincenzo Iiriti dalla carica di direttore generale; il suo sostituito viene nominato il 18 aprile ed è l'avvocato Andrea Gianni.

## Organigramma societario
Area direttiva
- Presidente: Mimmo Praticò (fino al 22 gennaio 2019)
- Presidente: Luca Gallo (dal 22 gennaio 2019)
- Vicepresidente: Francesco Giuffrè
- Consigliere CDA: Giovanni Sgrò
- Direttore generale: Andrea Gianni
- Direttore Sportivo: Massimo Taibi
- Collaboratore Direttore Sportivo: Davide Mercurio
- Segretario Generale: Salvatore Conti
- Segretario Sportivo: Massimo Bandiera
- Club Manager: Giusva Branca
- Coordinatore organizzativo: Vincenzo Calafiore
- Ufficio Stampa: Filippo Mazzù
- Multimedialità: Gianluca Rovito
- Grafico: Pietro Nania
- Responsabile biglietteria: Maurizio Albanese
- Delegato Sicurezza Stadio: Giuseppe Calabrò
- SLO: Pietro Casile
- Delegato Responsabile Arbitri: Piero Praticò
- Speaker Stadio: Filippo Lo Presti

Area Marketing e Comunicazione
- Responsabile: Dott. Gianluca Romeo
- Consulente Marketing: Avv. Felice Lavena

Area tecnica
- Allenatore: Roberto Cevoli (fino al 3 febbraio 2019 e dal 8 aprile 2019), poi Massimo Drago (fino all' 8 aprile 2019)
- Allenatore in seconda: Nicola Cancelli (fino al 3 febbraio 2019 e dall'8 aprile 2019), poi Giuseppe Galluzzo (fino all' 8 aprile 2019)
- Preparatore dei Portieri: Stefano Pergolizzi
- Preparatore Atletico: Carmelo Praticò, Marco Torelli (fino al 3 febbraio 2019 e dal 8 aprile 2019), Andrea Nocera (fino all' 8 aprile 2019)
- Team Manager: Piero Praticò
- Match Analysis: Carmelo Merenda
- Responsabile Comunicazione : Giuseppe Praticò II
- Fotografo Ufficiale: Lillo D’Ascola
- Coordinatore Marketing: Gianluca Romeo

Staff Medico e Area Sanitaria
- Medico Sociale: Dott. Pasquale Favasuli
- Consulente Ortopedico: Dott. Roberto Simonetta
- Medico: Dott. Michelangelo Palco
- Medico: Dott. Aldo Taglieri
- Medico: Dott. Daniele Postorino
- Medico: Dott. Filippo Labate
- Fisioterapisti: Dott. Angelo Serranò, Dott. Domenico Lisi, Dott. Vincenzo Paonessa

Staff
- Magazziniere Prima Squadra: Giuseppe Vilasi
- Magazziniere Settore Giovanile: Gaetano Musarella

Staff Settore Giovanile
- Responsabile Settore Giovanile: Carmelo Romeo
- Collaboratore: Sebastiano Fortugno

Area Tecnica
- Centro Studi e Ricerche: Tonino Martino; Pasquale Sorgonà dimessosi il 2/12, Emanuele Belardi
- Psicologo dello Sport: Dott. Rocco Chizzoniti

Area Organizzativa
- Responsabile area Organizzativa e Segretario: Sergio Miceli

Area Scouting
- Responsabile: Ennio Russo

Squadre e Staff Settore Giovanile  
- Allenatore Berretti: Gaetano Quarticelli
- Allenatore in Seconda Berretti: Francesco Mangano
- Preparatore Fisico Berretti: Andrea Gatto
- Preparatore Portiere Berretti: Daniele Siviglia
- Dirigente Accompagnatore Berretti: Antonio Nucera
- Allenatore U17: Tobia Assumma
- Preparatore Fisico U17: Andrea Gatto
- Preparatore Portiere U17: Daniele Siviglia
- Dirigente Accompagnatore U17: Marco Giordano
- Allenatore U15: Francesco Mangano
- Preparatore Fisico U15: Francesco Curci
- Preparatore Portiere U15: Daniele Siviglia
- Dirigente Accompagnatore U15: Stefano Maressa
- Allenatore Giovanissimi Regionali: Matteo Spanò e Massimo Sergi
- Preparatore Fisico Giovanissimi Regionali: Giuseppe Barreca
- Preparatore Portiere Giovanissimi Regionali: Giuseppe Pagano
- Dirigente Accompagnatore Giovanissimi Regionali: Vincenzo Melasi
- Allenatore Giovanissimi Provinciali: Massimo Macrì
- Preparatore Fisico Giovanissimi Provinciali: Giuseppe Barreca
- Preparatore Portiere Giovanissimi Provinciali: Giuseppe Pagano
- Dirigente Accompagnatore Giovanissimi Provinciali: Giuseppe Catalano
- Allenatore Esordienti: Marco Scappatura
- Collaboratore Tecnico Esordienti: Dario Fiumanò
- Preparatore Fisico Esordienti: Giuseppe Barreca
- Preparatore Portiere Esordienti: Giuseppe Pagano
- Dirigente Accompagnatore Esordienti: Giuseppe Catalano

 Staff Tecnico Scuola Calcio
- Responsabili: Angelo Giordano, Andrea Sorace, Vittorio Russo, Vincenzo Sorbara
- Preparatore fisico/coordinativo: Prof. Giuseppe Fulco

## Divise e sponsor
Il fornitore tecnico per la stagione 2018-2019 per il secondo anno è Legea
- Le aziende che sponsorizzano la maglia sono.
- Bencivenni Group Volkswagen sponsor principale centrale
- Puliservice sponsor sul petto posto sulla parte destra in alto
- Sudauto Gruppo Renault Dacia Hyundai sul posteriore sotto il numero
- Federico autolinee posto sotto lo sponsor principale

Dalla gara col Catania del 24 novembre 2018 la squadra ha potuto indossare le nuove maglie stile vintage.
Gli sponsor sono:
- Bencivenni Group Volkswagen sponsor principale centrale
- Puliservice sponsor centrale posto sotto il principale
- Sudauto Gruppo Renault Dacia Hyundai sul retro della maglia sotto al numero
- Federico Autolinee sui pantaloncini

La terza maglia non fu mai utilizzata in quanto per un errore d'ordine il colletto e i bordi delle maniche che sarebbero dovuti essere amaranto e oro divennero amaranto e giallo molto simili al giallo e rosso.
| Casa | Trasferta | Trasferta |  |

## Rosa
Rosa aggiornata al 21 aprile.
| N. |                     | Ruolo | Calciatore            |
| -- | ------------------- | ----- | --------------------- |
| 1  | Slovenia (bandiera) | P     | Matevz Vidovsek       |
| 2  | Italia (bandiera)   | D     | Diego Conson          |
| 3  | Italia (bandiera)   | D     | Davide Seminara       |
| 4  | Italia (bandiera)   | C     | Francesco Salandria   |
| 5  | Italia (bandiera)   | D     | Marco Curto           |
| 5  | Italia (bandiera)   | C     | Andrea De Falco       |
| 6  | Italia (bandiera)   | C     | Simone Franchini      |
| 7  | Italia (bandiera)   | A     | Michele Emmausso      |
| 8  | Slovenia (bandiera) | C     | Urban Žibert          |
| 9  | Italia (bandiera)   | A     | Alessio Viola         |
| 10 | Italia (bandiera)   | A     | Tiziano Tulissi       |
| 11 | Italia (bandiera)   | A     | Salvatore Sandomenico |
| 12 | Italia (bandiera)   | P     | Giorgio Morabito      |
| 13 | Italia (bandiera)   | D     | Stefano Ciavattini    |
| 14 | Italia (bandiera)   | C     | Roberto Marino        |
| 15 | Italia (bandiera)   | D     | Cesare Pogliano       |
| 16 | Italia (bandiera)   | C     | Davide Petermann      |
| 17 | Italia (bandiera)   | D     | Matteo Procopio       |
| 17 | Italia (bandiera)   | C     | Gaetano Navas         |

| N. |                          | Ruolo | Calciatore             |
| -- | ------------------------ | ----- | ---------------------- |
| 18 | Italia (bandiera)        | A     | Piergiuseppe Maritato  |
| 19 | Italia (bandiera)        | A     | Edoardo Tassi          |
| 20 | Italia (bandiera)        | D     | Alex Redolfi           |
| 21 | Italia (bandiera)        | D     | Matteo Solini          |
| 22 | Italia (bandiera)        | P     | Alessandro Confente    |
| 23 | Italia (bandiera)        | C     | Mattia Bonetto         |
| 23 | Italia (bandiera)        | A     | Antonio Martiniello    |
| 24 | Italia (bandiera)        | A     | Giuseppe Ungaro        |
| 25 | Italia (bandiera)        | D     | Leonardo Mastrippolito |
| 25 | Italia (bandiera)        | D     | Daniele Gasparetto     |
| 26 | Nuova Zelanda (bandiera) | C     | Niko Kirwan            |
| 27 | Austria (bandiera)       | D     | Petar Zivkov           |
| 27 | Francia (bandiera)       | A     | Alain Baclet           |
| 28 | Italia (bandiera)        | P     | Mattia Licastro        |
| 29 | Italia (bandiera)        | A     | Nicola Strambelli      |
| 30 | Italia (bandiera)        | C     | Nicola Bellomo         |
| 31 | Francia (bandiera)       | A     | Abdou Doumbia          |
| 35 | Italia (bandiera)        | P     | Alessandro Farroni     |

## Calciomercato

### Sessione estiva
| Acquisti | Acquisti               | Acquisti           | Acquisti      |
| R.       | Nome                   | da                 | Modalità      |
| -------- | ---------------------- | ------------------ | ------------- |
| P        | Alessandro Confente    | Chievo             | prestito      |
| P        | Matevz Vidovsek        | Atalanta           | prestito      |
| D        | Stefano Ciavattini     | Roma               | definitivo    |
| D        | Cesare Pogliano        | Chievo             | prestito      |
| D        | Petar Zivkov           | Padova             | definitivo    |
| D        | Diego Conson           | Sambenedettese     | definitivo    |
| D        | Alex Redolfi           | Atalanta           | definitivo    |
| D        | Davide Seminara        | Empoli             | prestito      |
| C        | Francesco Salandria    | Matera             | definitivo    |
| C        | Simone Franchini       | Sassuolo           | prestito      |
| C        | Gianfranco Isabella    | Cittanovese        | fine prestito |
| C        | Gaetano Navas          | Akragas            | definitivo    |
| C        | Niko Kirwan            | Mestre             | definitivo    |
| C        | Piergiuseppe Maritato  | Pontedera          | definitivo    |
| C        | Davide Petermann       | Sicula Leonzio     | definitivo    |
| A        | Tiziano Tulissi        | Atalanta           | prestito      |
| A        | Salvatore Sandomenico  | Juve Stabia        | definitivo    |
| A        | Michele Emmausso       | Genoa              | prestito      |
| A        | Giuseppe Ungaro        | Renate             | definitivo    |
| C        | Mattia Bonetto         | Inter              | definitivo    |
| A        | Alessio Pasquale Viola | Virtus Francavilla | definitivo    |
| A        | Edoardo Tassi          | Ascoli             | prestito      |
| D        | Matteo Solini          | Siena              | prestito      |
| C        | Urban Zibert           | Juve Stabia        | prestito      |
| D        | Marco Curto            | Empoli             | prestito      |

| Cessioni | Cessioni                | Cessioni           | Cessioni       |
| R.       | Nome                    | a                  | Modalità       |
| -------- | ----------------------- | ------------------ | -------------- |
| P        | Tommaso Cucchietti      | Torino             | fine prestito  |
| P        | Alessandro Turrin       | Atalanta           | fine prestito  |
| A        | Andrea Bianchimano      | Perugia            | definitivo     |
| A        | Falou Ndiaye Samb       | Ravenna            | fine prestito  |
| D        | Cristian Hadžiosmanović | Sampdoria          | fine prestito  |
| A        | Filippo Franchi         |                    | svincolato     |
| C        | Ivan Castiglia          | Triestina          | fine prestito  |
| A        | Jacopo Sciamanna        | Cavese             | definitivo     |
| C        | Giovanni La Camera      |                    | scadenza       |
| A        | Davide Arras            | Olbia              | fine prestito  |
| A        | Daniel Bezziccheri      | Lazio              | fine prestito  |
| D        | Simone Auriletto        | Torino             | fine prestito  |
| D        | Gennaro Armeno          | Novara             | fine prestito  |
| D        | Alessandro Provenzano   | Cuneo              | fine prestito  |
| C        | Sergio Garufi           |                    | fine contratto |
| C        | Jacopo Fortunato        |                    | fine contratto |
| D        | Giuliano Laezza         |                    | fine contratto |
| A        | Claudio Sparacello      | Virtus Francavilla | definitivo     |
| C        | Moussa Doumbia          | ReggioMediterranea | prestito       |
| C        | Gianfranco Isabella     | Locri              | prestito       |
| D        | Riccardo Gatti          | Atalanta           | fine prestito  |
| D        | Manuel Ferrani          | Fano               | fine prestito  |
| D        | Danilo Pasqualoni       |                    | fine contratto |
| P        | Luca D'Aguì             | Cittanovese        | fine contratto |
| C        | Danilo Amato            | Vis Artena         | prestito       |
| C        | Marco Condemi           |                    | fine contratto |
| C        | Adriano Mezavilla       | Juve Stabia        | definitivo     |
| A        | Emanuele Novembre       | Cittanovese        | prestito       |
| C        | Giovanni Giuffrida      |                    | fine contratto |

### Sessione invernale(dal 03/01 al 31/01)
| Acquisti | Acquisti            | Acquisti     | Acquisti   |
| R.       | Nome                | da           | Modalità   |
| -------- | ------------------- | ------------ | ---------- |
| C        | Nicola Bellomo      | Salernitana  | definitivo |
| C        | Andrea De Falco     | L.R. Vicenza | definitivo |
| C        | Nicola Strambelli   | Potenza      | definitivo |
| A        | Abdou Doumbia       | Lecce        | definitivo |
| A        | Alain Baclet        | Cosenza      | definitivo |
| A        | Antonio Martiniello | Olbia        | prestito   |
| D        | Daniele Gasparetto  | Ternana      | definitivo |
| D        | Matteo Procopio     | Südtirol     | prestito   |
| P        | Alessandro Farroni  | Matera       | definitivo |
| C        | Urban Žibert        | Juve Stabia  | definitivo |

| Cessioni | Cessioni               | Cessioni  | Cessioni      |
| R.       | Nome                   | a         | Modalità      |
| -------- | ---------------------- | --------- | ------------- |
| D        | Marco Curto            | Empoli    | fine prestito |
| D        | Petar Zivkov           | Rende     | prestito      |
| C        | Mattia Bonetto         | Rende     | definitivo    |
| D        | Leonardo Mastrippolito | Sassuolo  | definitivo    |
| C        | Davide Petermann       | Pistoiese | definitivo    |
| C        | Gaetano Navas          | Verona    | definitivo    |
| A        | Michele Emmausso       | Genoa     | fine prestito |

### Operazioni esterne(dal 01/02 al 30/06)
| Acquisti | Acquisti | Acquisti | Acquisti |
| R.       | Nome     | da       | Modalità |
| -------- | -------- | -------- | -------- |

| Cessioni | Cessioni      | Cessioni | Cessioni                 |
| R.       | Nome          | a        | Modalità                 |
| -------- | ------------- | -------- | ------------------------ |
| A        | Alessio Viola |          | risoluzione contrattuale |

## Risultati

### Serie C

#### Girone di andata
| Arbitro: | Zingarelli (Siena) |

|                          |           |  |
| Tulli 21’ Golfo 29’, 40’ | Marcatori |  |

| Arbitro: | Gualtieri (Asti) |

|                 |           |  |
| Sandomenico 55’ | Marcatori |  |

| Arbitro: | Cudini (Fermo) |

|                |           |           |
| Vandeputte 33’ | Marcatori | 80’ Viola |

| Arbitro: | Pashuku (Albano Laziale) |

|             |           |                                     |
| Tulissi 36’ | Marcatori | 5’ De Angelis 49’ Sounas 76’ Mangni |

| Arbitro: | Annaloro (Collegno) |

|               |           |  |
| Infantino 83’ | Marcatori |  |

| Arbitro: | Miele (Torino) |

|               |           |  |
| Franchini 62’ | Marcatori |  |

| Arbitro: | Pasciuta (Ravenna) |

|            |           |                 |
| França 33’ | Marcatori | 84’ Sandomenico |

| Arbitro: | Ricci (Firenze) |

|  |           |                |
|  | Marcatori | 51’ Folorunsho |

| Arbitro: | Paterna (Teramo) |

|            |           |                   |
| Solini 37’ | Marcatori | 21’ (aut.) Conson |

| Arbitro: | Annaloro (Collegno) |

|                                      |           |                  |
| Viteritti 5’ Vivacqua 35’ Franco 90’ | Marcatori | 32’, 45+1’ Tassi |

| Arbitro: | Saia (Palermo) |

|            |           |  |
| Conson 78’ | Marcatori |  |

| 18 novembre 2018 12ª giornata |  | – Turno di riposo Reggina |  |  |

| Arbitro: | Camplone (Pescara) |

|             |           |  |
| Marotta 88’ | Marcatori |  |

| Arbitro: | Pascarella (Nocera Inferiore) |

|                                        |           |                              |
| Sandomenico 73’ Tassi 75’ Ungaro 90+6’ | Marcatori | 3’ (rig.) Gondo 62’ Cericola |

| Arbitro: | Pashuku (Albano Laziale) |

|                |           |                                   |
| F. Russo 90+6’ | Marcatori | 58’ (rig.) Sandomenico 70’ Solini |

| Arbitro: | Maranesi (Ciampino) |

|  |           |                                         |
|  | Marcatori | 50’, 58’ Sciamanna 90+4’ Flores Heatley |

| Arbitro: | Gariglio (Pinerolo) |

|  |           |                 |
|  | Marcatori | 55’ Sandomenico |

| Arbitro: | Marchetti (Ostia Lido) |

|                             |           |  |
| Sandomenico 63’ (rig.), 76’ | Marcatori |  |

| Arbitro: | Zingarelli (Siena) |

|  |           |                                                            |
|  | Marcatori | 36’ Ungaro 50’, 65’, 90+4’ Viola 82’ Bonetto 90+1’ Tulissi |

#### Girone di ritorno
| Arbitro: | Natilla (Molfetta) |

|            |           |                     |
| Redolfi 7’ | Marcatori | 90+1’ (rig.) Corapi |

| Arbitro: | Maggio (Lodi) |

|  |           |               |
|  | Marcatori | 90+6’ Bellomo |

| Arbitro: | Fontani (Siena) |

|                                   |           |                |
| Tulissi 12’ Doumbia 26’ Tassi 90’ | Marcatori | 50’ Magnanelli |

| Arbitro: | Perenzoni (Rovereto) |

|                 |           |            |
| L. Paolucci 64’ | Marcatori | 66’ Baclet |

| Arbitro: | Amabile (Vicenza) |

|                                   |           |                                            |
| Bellomo 48’ Doumbia 55’ Tassi 87’ | Marcatori | 2’, 36’ D'Ursi 5’ Bianchimano 34’ Celiento |

| Arbitro: | Paterna (Teramo) |

|  |           |                           |
|  | Marcatori | 62’ Strambelli 67’ Baclet |

| Reggio Calabria 14 febbraio 2019, ore 20:30 CET 26ª giornata | Reggina            | 0 – 0 referto | Potenza | Stadio Oreste Granillo (7 068 spett.)\| Arbitro: \| Zingarelli (Siena) \| |
| Arbitro:                                                     | Zingarelli (Siena) |               |         |                                                                           |

| Arbitro: | Petrella (Viterbo) |

|                  |           |  |
| Sarao 84’ (rig.) | Marcatori |  |

| Arbitro: | Meraviglia (Pistoia) |

|             |           |  |
| Germoni 82’ | Marcatori |  |

| Arbitro: | Robilotta (Sala Consilina) |

|             |           |                 |
| Bellomo 45’ | Marcatori | 90+3’ Viteritti |

| Pagani 10 marzo 2019, ore 14:30 CET 30ª giornata | Paganese                  | 0 – 0 referto | Reggina | Stadio Marcello Torre (380 spett.)\| Arbitro: \| De Angeli (Abbiategrasso) \| |
| Arbitro:                                         | De Angeli (Abbiategrasso) |               |         |                                                                               |

| 17 marzo 2019 31ª giornata - Turno di riposo |  | – |  |  |

| Arbitro: | Zufferli (Udine) |

|                                        |           |  |
| Strambelli 13’, 58’ Bellomo 46’ (rig.) | Marcatori |  |

| Arbitro: | Donda (Cormons) |

|           |           |  |
| Palma 43’ | Marcatori |  |

| Arbitro: | Panettella (Bari) |

|  |           |            |
|  | Marcatori | 28’ Marano |

| Arbitro: | Arace (Lugo di Romagna) |

|  |           |                 |
|  | Marcatori | 90’ Martiniello |

| Arbitro: | Marini (Trieste) |

|            |           |  |
| Kirwan 75’ | Marcatori |  |

| Arbitro: | Guida (Salerno) |

|  |           |                                 |
|  | Marcatori | 31’ (aut.) Maciucca 33’ Doumbia |

| Reggio Calabria 5 maggio 2019, ore CEST 38ª giornata | Reggina | 3 – 0 (a tavolino) | Matera | Stadio Oreste Granillo |

#### Play-off
| Arbitro: | Cipriani (Empoli) |

|            |           |            |
| Ungaro 78’ | Marcatori | 36’ Scoppa |

| Arbitro: | Ayroldi (Molfetta) |

|                                                                  |           |               |
| Sarno 17’ Gasparetto 37’ (aut.) Di Piazza 57’ Marotta 80’ (rig.) | Marcatori | 19’ Salandria |

### Coppa Italia Serie C

#### Fase eliminatoria a gironi

##### Girone M
| Squadra  | P.ti | G | V | N | P | GF | GS | DR |
| -------- | ---- | - | - | - | - | -- | -- | -- |
| Siracusa | 4    | 2 | 1 | 1 | 0 | 5  | 4  | +1 |
| Reggina  | 2    | 2 | 0 | 2 | 0 | 3  | 3  | +0 |
| Vibonese | 1    | 2 | 0 | 1 | 1 | 1  | 2  | -1 |

| Reggio Calabria 12 agosto 2018, ore 20:45 CEST | Reggina        | 0 – 0 referto | Vibonese | Stadio Oreste Granillo (1 255 spett.)\| Arbitro: \| Rutella (Enna) \| |
| Arbitro:                                       | Rutella (Enna) |               |          |                                                                       |

| Arbitro: | Carrione (Castellammare di Stabia) |

|                         |           |                                     |
| Diop 51’ Rizzo 68’, 81’ | Marcatori | 19’ Tulissi 88’ Maritato 90’ Ungaro |

## Statistiche

### Statistiche di squadra
| Competizione         | Punti | In casa | In casa | In casa | In casa | In casa | In casa | In trasferta | In trasferta | In trasferta | In trasferta | In trasferta | In trasferta | Totale | Totale | Totale | Totale | Totale | Totale | DR  |
| Competizione         | Punti | G       | V       | N       | P       | Gf      | Gs      | G            | V            | N            | P            | Gf           | Gs           | G      | V      | N      | P      | Gf     | Gs     | DR  |
| -------------------- | ----- | ------- | ------- | ------- | ------- | ------- | ------- | ------------ | ------------ | ------------ | ------------ | ------------ | ------------ | ------ | ------ | ------ | ------ | ------ | ------ | --- |
| Serie C              | 52    | 18      | 9       | 4       | 5       | 25      | 18      | 18           | 7            | 4            | 7            | 20           | 15           | 36     | 16     | 8      | 12     | 45     | 33     | +12 |
| Play-off             |       | 1       | 0       | 1       | 0       | 1       | 1       | 1            | 0            | 0            | 1            | 1            | 4            | 2      | 0      | 1      | 1      | 2      | 5      | -3  |
| Coppa Italia Serie C | 2     | 1       | 0       | 1       | 0       | 0       | 0       | 1            | 0            | 1            | 0            | 3            | 3            | 2      | 0      | 2      | 0      | 3      | 3      | 0   |
| Totale               |       | 20      | 9       | 6       | 5       | 26      | 19      | 20           | 7            | 5            | 8            | 24           | 22           | 40     | 16     | 11     | 13     | 50     | 41     | +9  |

### Andamento in campionato
| Giornata  | 1  | 2  | 3 | 4  | 5  | 6  | 7  | 8  | 9  | 10 | 11 | 12 | 13 | 14 | 15 | 16 | 17 | 18 | 19 | 20 | 21 | 22 | 23 | 24 | 25 | 26 | 27 | 28 | 29 | 30 | 31 | 32 | 33 | 34 | 35 | 36 | 37 | 38 |
| --------- | -- | -- | - | -- | -- | -- | -- | -- | -- | -- | -- | -- | -- | -- | -- | -- | -- | -- | -- | -- | -- | -- | -- | -- | -- | -- | -- | -- | -- | -- | -- | -- | -- | -- | -- | -- | -- | -- |
| Luogo     | T  | C  | T | C  | T  | C  | T  | C  | C  | T  | C  | -  | T  | C  | T  | C  | T  | C  | T  | C  | T  | C  | T  | C  | T  | C  | T  | T  | C  | T  | -  | C  | T  | C  | T  | C  | T  | C  |
| Risultato | P  | V  | N | P  | P  | V  | N  | P  | N  | P  | V  |    | P  | V  | V  | P  | V  | V  | V  | N  | V  | V  | N  | P  | V  | N  | P  | P  | N  | N  |    | V  | P  | P  | V  | V  | V  | V  |
| Posizione | 18 | 10 | 8 | 16 | 13 | 14 | 13 | 14 | 14 | 15 | 13 | 13 | 13 | 12 | 11 | 12 | 10 | 8  | 7  | 7  | 6  | 5  | 6  | 7  | 5  | 6  | 7  | 13 | 12 | 13 | 14 | 12 | 13 | 13 | 11 | 9  | 7  | 7  |

Fonte:  Lega Pro 16/17, su stats.betradar.com, Lega Pro.
Legenda:

Luogo: C = Casa; T = Trasferta. Risultato: V = Vittoria; N = Pareggio; P = Sconfitta.

### Statistiche dei giocatori
Aggiornato al 15 maggio 2019
| Giocatore        | Serie C  | Serie C | Serie C     | Serie C    | Coppa Italia Serie C | Coppa Italia Serie C | Coppa Italia Serie C | Coppa Italia Serie C | Serie C - Play-off | Serie C - Play-off | Serie C - Play-off | Serie C - Play-off | Totale   | Totale | Totale      | Totale     |
| Giocatore        | Presenze | Reti    | Ammonizioni | Espulsioni | Presenze             | Reti                 | Ammonizioni          | Espulsioni           | Presenze           | Reti               | Ammonizioni        | Espulsioni         | Presenze | Reti   | Ammonizioni | Espulsioni |
| ---------------- | -------- | ------- | ----------- | ---------- | -------------------- | -------------------- | -------------------- | -------------------- | ------------------ | ------------------ | ------------------ | ------------------ | -------- | ------ | ----------- | ---------- |
| A. Baclet        | 12       | 2       | 2           | 1          | 0                    | 0                    | 0                    | 0                    | 2                  | 0                  | 0                  | 0                  | 14       | 2      | 2           | 1          |
| N. Bellomo       | 15       | 4       | 5           | 0          | 0                    | 0                    | 0                    | 0                    | 2                  | 0                  | 0                  | 0                  | 17       | 4      | 5           | 0          |
| M. Bonetto       | 6        | 1       | 1           | 0          | 2                    | 0                    | 0                    | 0                    | -                  | -                  | -                  | -                  | 8        | 1      | 1           | 0          |
| S. Ciavattini    | 3        | 0       | 0           | 0          | 0                    | 0                    | 0                    | 0                    | -                  | -                  | -                  | -                  | 3        | 0      | 0           | 0          |
| A. Confente      | 31       | -30     | 0           | 0          | 2                    | -3                   | 0                    | 0                    | 2                  | -5                 | 0                  | 0                  | 35       | -38    | 0           | 0          |
| D. Conson        | 31       | 1       | 6           | 1          | 2                    | 0                    | 0                    | 0                    | 2                  | 0                  | 1                  | 0                  | 35       | 1      | 7           | 1          |
| M. Curto         | 0        | 0       | 0           | 0          | 0                    | 0                    | 0                    | 0                    | -                  | -                  | -                  | -                  | 0        | 0      | 0           | 0          |
| A. De Falco      | 14       | 0       | 2           | 0          | 0                    | 0                    | 0                    | 0                    | 2                  | 0                  | 1                  | 0                  | 16       | 0      | 3           | 0          |
| A. Doumbia       | 11       | 3       | 1           | 0          | 0                    | 0                    | 0                    | 0                    | 2                  | 0                  | 0                  | 0                  | 13       | 3      | 1           | 0          |
| M. Emmausso      | 12       | 0       | 2           | 0          | 2                    | 0                    | 0                    | 0                    | -                  | -                  | -                  | -                  | 14       | 0      | 2           | 0          |
| A. Farroni       | 2        | -0      | 0           | 0          | 0                    | 0                    | 0                    | 0                    | -                  | -                  | -                  | -                  | 2        | 0      | 0           | 0          |
| S. Franchini     | 31       | 1       | 3           | 0          | 1                    | 0                    | 0                    | 0                    | -                  | -                  | -                  | -                  | 32       | 1      | 3           | 0          |
| D. Gasparetto    | 12       | 0       | 2           | 0          | 0                    | 0                    | 0                    | 0                    | 2                  | 0                  | 1                  | 0                  | 14       | 0      | 3           | 0          |
| N. Kirwan        | 34       | 1       | 2           | 0          | 2                    | 0                    | 0                    | 0                    | 1                  | 0                  | 1                  | 0                  | 37       | 1      | 3           | 0          |
| M. Licastro      | 2        | -3      | 0           | 0          | 0                    | 0                    | 0                    | 0                    | -                  | -                  | -                  | -                  | 2        | -3     | 0           | 0          |
| R. Marino        | 26       | 0       | 1           | 0          | 2                    | 0                    | 0                    | 0                    | 2                  | 0                  | 0                  | 0                  | 30       | 0      | 1           | 0          |
| P. Maritato      | 3        | 0       | 0           | 0          | 2                    | 1                    | 0                    | 0                    | -                  | -                  | -                  | -                  | 5        | 1      | 0           | 0          |
| A. Martiniello   | 6        | 1       | 0           | 0          | 0                    | 0                    | 0                    | 0                    | 2                  | 0                  | 0                  | 0                  | 8        | 1      | 0           | 0          |
| L. Mastrippolito | 10       | 0       | 1           | 0          | 1                    | 0                    | 0                    | 0                    | -                  | -                  | -                  | -                  | 11       | 0      | 1           | 0          |
| G. Navas         | 5        | 0       | 0           | 1          | 2                    | 0                    | 0                    | 0                    | -                  | -                  | -                  | -                  | 7        | 0      | 0           | 1          |
| C. Pogliano      | 8        | 0       | 0           | 0          | 0                    | 0                    | 0                    | 0                    | 1                  | 0                  | 0                  | 0                  | 9        | 0      | 0           | 0          |
| D. Petermann     | 12       | 0       | 2           | 0          | 2                    | 0                    | 0                    | 0                    | -                  | -                  | -                  | -                  | 14       | 0      | 2           | 0          |
| M. Procopio      | 6        | 0       | 1           | 0          | 0                    | 0                    | 0                    | 0                    | 1                  | 0                  | 0                  | 0                  | 7        | 0      | 1           | 0          |
| A. Redolfi       | 13       | 1       | 1           | 0          | 2                    | 0                    | 1                    | 0                    | -                  | -                  | -                  | -                  | 15       | 1      | 2           | 0          |
| F. Salandria     | 28       | 0       | 4           | 0          | 1                    | 0                    | 0                    | 0                    | 2                  | 1                  | 0                  | 0                  | 31       | 1      | 4           | 0          |
| S. Sandomenico   | 29       | 7       | 1           | 0          | 1                    | 0                    | 0                    | 0                    | -                  | -                  | -                  | -                  | 30       | 7      | 1           | 0          |
| D. Seminara      | 8        | 0       | 1           | 0          | 0                    | 0                    | 0                    | 0                    | -                  | -                  | -                  | -                  | 8        | 0      | 1           | 0          |
| J. Sciamanna     | 0        | 0       | 0           | 0          | 1                    | 0                    | 0                    | 0                    | -                  | -                  | -                  | -                  | 1        | 0      | 0           | 0          |
| M. Solini        | 31       | 2       | 6           | 0          | 0                    | 0                    | 0                    | 0                    | 2                  | 0                  | 0                  | 0                  | 33       | 2      | 6           | 0          |
| N. Strambelli    | 16       | 3       | 4           | 0          | 0                    | 0                    | 0                    | 0                    | 2                  | 0                  | 1                  | 0                  | 18       | 3      | 5           | 0          |
| E. Tassi         | 25       | 5       | 5           | 0          | 0                    | 0                    | 0                    | 0                    | -                  | -                  | -                  | -                  | 25       | 5      | 5           | 0          |
| T. Tulissi       | 30       | 3       | 3           | 0          | 2                    | 1                    | 0                    | 0                    | 1                  | 0                  | 1                  | 0                  | 33       | 4      | 4           | 0          |
| G. Ungaro        | 18       | 2       | 2           | 0          | 2                    | 1                    | 0                    | 0                    | 2                  | 1                  | 1                  | 0                  | 22       | 4      | 3           | 0          |
| M. Vidovsek      | 0        | -0      | 0           | 0          | 0                    | 0                    | 0                    | 0                    | -                  | -                  | -                  | -                  | 0        | 0      | 0           | 0          |
| A. Viola         | 13       | 4       | 1           | 0          | 0                    | 0                    | 0                    | 0                    | -                  | -                  | -                  | -                  | 13       | 4      | 1           | 0          |
| U. Žibert        | 29       | 0       | 4           | 0          | 0                    | 0                    | 0                    | 0                    | 2                  | 0                  | 0                  | 0                  | 31       | 0      | 4           | 0          |
| P. Zivkov        | 6        | 0       | 0           | 0          | 2                    | 0                    | 0                    | 0                    | -                  | -                  | -                  | -                  | 8        | 0      | 0           | 0          |